# Émilie Guerel
Émilie Guerel, né le 18 décembre 1983 à Carpentras, est une professeure d'anglais et femme politique française. Elle est députée de la 7e circonscription du Var sous l'étiquette La République en marche de 2017 à 2022.

## Formation et vie professionnelle
En 2004, elle obtient une licence en langue anglaise puis obtient son CAPES d'anglais. Elle enseigne dans des collèges à Saint-Étienne puis à Ollioules.

## Engagement politique
En 2015, alors qu'elle prépare le concours d'entrée pour Sciences Po, elle découvre les idées d'Emmanuel Macron et y adhère.
En octobre 2016, elle crée le comité local La République en marche ! de Sanary-sur-Mer. Elle est également référente des Jeunes avec Macron dans le département du Var. Elle participe à la rédaction du site « Vision Macron » apportant des précisions sur le programme présidentiel d'Emmanuel Macron.

### Élections législatives de 2017
Le 11 mai 2017, elle est investie par La République en marche ! dans la septième circonscription du Var.
À l'issue du premier tour, Émilie Guerel obtient 31,55 % des suffrages exprimés et est opposée au second tour au candidat Front national Frédéric Boccaletti, second avec 23,86 % des voix.
Elle est finalement élue députée avec 56,97 % des voix.

## Controverse

### Escroquerie à l'assurance maladie
En mai 2017, elle est l'objet d'une plainte déposée par le responsable UDI dans le Var Jean-Pierre Colin pour « escroquerie à l'assurance maladie ». Émilie Guerel aurait fait activement campagne pour La République en marche d'octobre 2016 à mai 2017 alors qu'elle était supposée être en arrêt maladie.
En réponse à ces accusations, elle a indiqué s'être mise en disponibilité pour faire campagne pendant les élections législatives mais ne dément pas non plus avoir été en arrêt-maladie pendant cette période. Émilie Guerel a également précisé avoir mené des actions de bénévolat depuis son domicile et lors des week-ends. Elle a également dénoncé les « méthodes d'intimidation » de Jean-Pierre Colin, qui serait déçu de ne pas avoir obtenu l'investiture La République en marche.

### Médias
Selon le Nouvel Obs, lors de la création de cet article le 19 juin 2017 à la suite des élections législatives, des « tentatives de censure » et des interventions « visiblement partisanes » ont été enregistrées.

## Vie personnelle
Elle est divorcée et mère d'un enfant.